# Estrada de Ferro São Mateus
A Estrada de Ferro São Mateus ou Estrada de Ferro Serra dos Aimorés ou ainda Estrada de Ferro São Mateus a Nova Venécia foi uma ferrovia brasileira que ligava a cidade de São Mateus à cidade de Nova Venécia, ambas no Espírito Santo. Foi projetada, inicialmente, para ligar São Mateus até Colatina, onde faria junção com a Estrada de Ferro Vitória a Minas, mais teve seu traçado encurtado por dificuldades financeiras do Governo Estadual. Foi utilizada entre os anos de 1929 e 1941, ano que foi desativada, por determinação do Governo, por ser de bitola estreita, cerca de 60 cm. A primeira estação da ferrovia encontrava-se no Porto de São Mateus e a ultima na então Vila de Nova Venécia.

## História
No dia 23 de maio de 1895 foi celebrado um contrato entre o governo do estado e os Senhores Dr. Antônio Gomes Sodré e Antônio Rodrigues da Cunha para a construção de uma ferrovia ligando São Mateus a Colatina. A obra foi iniciada mais não chegou a ser concluída. A péssima situação financeira que se encontrava o Governo do Estado fez com que, ao assumir o governo, Dr. Constante Gomes Sodré, entre outras medidas para cortar gastos públicos, reduzisse a extensão total da ferrovia para 40 km. Nessa época chegaram a construir 25 km de leito, mas os serviços logo foram paralisados. Esse leito passou a ser utilizado, durante duas décadas, como estrada pública.
Somente em 1921, durante o governo do Coronel Nestor Gomes, é que se firmaram as bases para a consecução da obra. A retomada das obras de construção da ferrovia se deu no dia 5 de novembro do mesmo ano, sob a administração dos Drs. Joaquim Teixeira da Silva Jr. e Hermes Carneiro. Em 1923 foi criado o Serviço Autônomo da Estrada de Ferro São Mateus. Foram nomeados para a direção desse serviço Henrique Ayres, diretor-gerente e Alziro Vianna, diretor-secretário. Em março de 1923, quando Alziro assumiu a Secretária da Fazenda, a obra já havia atingido o km 40 e o assentamento de trilhos esperava no km 4 que a ponte sobre o Córrego do Bamburral fosse concluída.
Henrique Ayres, achando-se sozinho, deu prosseguimento à obra. Sob sua administração foram concluídas e inauguradas, sucessivamente, as estações de São Mateus, no km 0, Santa Leocádia, no km 23 e Nestor Gomes, no km 41. Na mesma época também fora inauguradas as paradas de João Bento, no km 18, Santo Antônio, no km 30 e Constantino Mota, no km 36. Somente em maio de 1929, sob o governo de Aristeu Borges de Aguiar, é que a estação de Nova Venécia, no km 68, foi inaugurada. Seis maquinas, uma das quais construída em São Mateus, foram postas a disposição dos usuários do novo transporte, sendo estas, utilizadas a partir de então, para o transporte de cargas e pessoas.
A necessidade de mão de obra especializada fez com que vários técnicos viessem para São Mateus. Aqui também foram contratados vários funcionários, alguns desses para trabalhar no escritório do Serviço da Estrada de Ferro São Mateus, instalado em um casarão do governo do estado, na Rua Barão dos Amores, centro da cidade.
Esse serviço foi de grande importância para o desenvolvimento dos municípios, principalmente para as regiões colonizadas por italianos, como Santa Leocádia, Nestor Gomes, Rio Preto e Nova Venécia, cortadas pela ferrovia, que serviu o municio por 20 anos. A desativação da Estrada de Ferro São Mateus se deu no inicio da década de 1940, durante a administração do prefeito Otto de Oliveira Neves, quando o governo estadual determinou que fossem extintas todas as ferrovias de bitola fina. O estado era então governado pelo Major João Punaro Bley.
Os trilhos e maquinas foram vendidos pelo governo estadual no dia 4 de novembro de 1941. O dinheiro arrecadado foi utilizado para a construção da caixa d’água que encontra-se próximo ao Museu Histórico Municipal. Quanto ao leito da estrada, foi feita má adequação e passou a ser utilizado como rodovia, que atualmente é a Rodovia Miguel Cury Carneiro (ES-381), que liga São Mateus a Nova Venécia.